# Campionati del mondo di mountain bike 2004
I Campionati del mondo di mountain bike 2004 (en.: 2004 UCI Mountain Bike & Trials World Championships), quindicesima edizione della competizione, furono disputati a Les Gets, in Francia, tra l'8 e il 12 settembre.

## Eventi
Si gareggiò nelle tre discipline della mountain bike, cross country, downhill e four-cross e nel trial.

## Medagliere
| Pos.   | Nazione       | Oro | Argento | Bronzo | Totale |
| ------ | ------------- | --- | ------- | ------ | ------ |
| 1      | Francia       | 3   | 5       | 3      | 11     |
| 2      | Svizzera      | 2   | 1       | 2      | 5      |
| 3      | Nuova Zelanda | 2   | 0       | 0      | 2      |
| 4      | Stati Uniti   | 1   | 1       | 2      | 4      |
| 5      | Rep. Ceca     | 1   | 0       | 2      | 3      |
| 6      | Canada        | 1   | 0       | 1      | 2      |
| 7      | Norvegia      | 1   | 0       | 0      | 1      |
| 7      | Germania      | 1   | 0       | 0      | 1      |
| 9      | Regno Unito   | 0   | 2       | 0      | 2      |
| 10     | Polonia       | 0   | 1       | 1      | 2      |
| 11     | Sudafrica     | 0   | 1       | 0      | 1      |
| 11     | Giappone      | 0   | 1       | 0      | 1      |
| 13     | Australia     | 0   | 0       | 1      | 1      |
| Totale | Totale        | 12  | 12      | 12     | 36     |

## Sommario degli eventi
| Eventi                       | Oro                                   | Tempo                     | Argento                                | Tempo   | Bronzo                                            | Tempo   |
| Cross country                |                                       |                           |                                        |         |                                                   |         |
| Uomini Elite dettagli        | Julien Absalon Francia                | 2h20'37" Media 16,17 km/h | Cedric Ravanel Francia                 | a 57"   | Thomas Frischknecht Svizzera                      | a 1'44" |
| Uomini Under-23 dettagli     | Manuel Fumic Germania                 | 1h56'10" Media 19,58 km/h | Liam Killeen Regno Unito               | a 4"    | Florian Vogel Svizzera                            | a 2'14" |
| Uomini Junior dettagli       | Nino Schurter Svizzera                | 1h34'24" Media 19,07 km/h | Stéphane Tempier Francia               | a 2'05" | Maxime Marotte Francia                            | a 2'48" |
| Donne Elite dettagli         | Gunn-Rita Dahle Norvegia              | 2h02'12" Media 14,73 km/h | Maja Włoszczowska Polonia              | a 1'06" | Alison Sydor Canada                               | a 1'45" |
| Donne Junior dettagli        | Nathalie Schneitter Svizzera          | 1h44'11" Media 14,92 km/h | Laura Metzler Francia                  | a 11"   | Tereza Hurikova Rep. Ceca                         | a 1'32" |
| Team relay                   |                                       |                           |                                        |         |                                                   |         |
| Staffetta a squadre dettagli | Canada Kabush, Plaxton, Bisaro, Gagne | 1h09'00"                  | Svizzera Näf, Vogel, Schurter, Blatter | a 24"   | Polonia Karczynski, Pyrgies, Szpila, Wloszczowska | a 57"   |
| Downhill                     |                                       |                           |                                        |         |                                                   |         |
| Uomini Elite dettagli        | Fabien Barel Francia                  | 2'40"78 Media 47,02 km/h  | Greg Minnaar Sudafrica                 | a 0"58  | Samuel Hill Australia                             | a 1"42  |
| Uomini Junior dettagli       | Romain Saladini Francia               | 2'48"69 Media 44,82 km/h  | Florent Payet Francia                  | a 0"89  | Kyle Strait Stati Uniti                           | a 2"46  |
| Donne Elite dettagli         | Vanessa Quin Nuova Zelanda            | 3'08"04 Media 40,20 km/h  | Mio Suemasa Giappone                   | a 2"78  | Celine Gros Francia                               | a 3"98  |
| Donne Junior dettagli        | Scarlett Hagen Nuova Zelanda          | 3'09"24 Media 39,95 km/h  | Rachel Atherton Regno Unito            | a 10"83 | Audrey La Corguille Francia                       | a 12"21 |
| Four-cross                   |                                       |                           |                                        |         |                                                   |         |
| Uomini dettagli              | Eric Carter Stati Uniti               |                           | Mickael Deldycke Francia               |         | Michal Prokop Rep. Ceca                           |         |
| Donne dettagli               | Jana Horakova Rep. Ceca               |                           | Jill Kinter Stati Uniti                |         | Tara Llanes Stati Uniti                           |         |

| Eventi                     | Oro                                | Penalità | Argento                                               | Penalità | Bronzo                                | Penalità |
| Trials                     |                                    |          |                                                       |          |                                       |          |
| Uomini Elite 26" dettagli  | Daniel Comas Spagna                | 12       | Vincent Hermance Francia                              | 15       | Marc Caisso Francia                   | 16       |
| Uomini Elite 20" dettagli  | Benito Ros Spagna                  | 5        | Marco Hösel Germania                                  | 6        | Rafal Kumorowski Polonia              | 8        |
| Uomini Junior 26" dettagli | Ben Savage Regno Unito             | 10,5     | Florian Tournier Francia                              | 14       | Sébastian Hoffmann Germania           | 16       |
| Uomini Junior 20" dettagli | James Hyland Regno Unito           | 12,5     | Ben Savage Regno Unito                                | 13       | Felix Heller Germania                 | 13       |
| Donne dettagli             | Karin Moor Svizzera                | 9        | Ann-Christin Bettenhausen Germania                    | 24       | Mireia Abant Spagna                   | 31       |
| Squadre dettagli           | Spagna Abant, Barriuso, Ros, Comas | 362      | Germania Bettenhausen, Heller, Hösel, Hoffmann, Lange | 356      | Svizzera Moor, Honegger, Moor, Keller | 334      |